# 松下洋
松下 洋（まつした ひろし、1941年10月2日 - ）は、日本の政治学者、神戸大学名誉教授、元京都女子大学教授。ラテンアメリカ、特にアルゼンチンの現代政治が専門。

## 経歴
東京都生まれ。東京都立戸山高等学校を経て、1965年、東京大学教養学部国際関係論卒。1970年、同大学院社会学系修士課程修了課程修了、南山大学外国語学部イスパニア語科専任講師、のち助教授。1980年、アルゼンチンのクージョ国立大学 (Universidad Nacional de Cuyo) で歴史学博士。1984年、南山大学教授。1988年、大平正芳記念財団賞受賞。1993年、神戸大学国際協力研究科教授。2002年から2003年まで研究科長。2005年、定年退官、名誉教授、京都女子大学教授。2015年、退任。

## 著書
- ペロニズム・権威主義と従属 ラテンアメリカの政治外交研究 有信堂高文社、1987.2.

## 共編
- 1980年代ラテンアメリカの民主化 遅野井茂雄共編. アジア経済研究所、1986.3.
- 南北アメリカの500年 第3巻 19世紀民衆の世界 野村達朗共編.歴史学研究会 編. 青木書店、1993.5.
- ラテンアメリカ政治と社会 乗浩子共編. 新評論、1993.10. ラテンアメリカ・シリーズ
- チリの選択日本の選択 細野昭雄、滝本道生共編. 毎日新聞社、1999.2.

## 翻訳
- アルゼンチン経済史 A.フェレール 新世界社、1974.2. ラテン・アメリカ経済選書

## 参考
- 「松下洋教授略歴・主要業績目録」『国際協力論集』第13巻第1号、2005年、103-110頁、ISSN 0919-8636、NAID 110002339406。